# Pere Martínez Carreté
Pere Martínez Carreté (Badalona, 1963) és un comerciant i polític català, que va ser regidor de l'Ajuntament de Badalona.
Veí del barri del Progrés, treballa en el món del comerç en la gestió d'un grup de compres a nivell estatal i internacional. És també entrenador superior de bàsquet i ha treballat en l'àmbit de l'esport. Compromès amb moviments associatius i culturals badalonins, la primera vegada que va militar en un partit polític va ser amb Solidaritat Catalana per la Independència (SI), en va ser secretari d'acció municipal al Barcelonès Nord, i va ser escollit per primàries com a cap de llista per Badalona per a les eleccions municipals de 2011, però no va ser elegit regidor.
A les eleccions municipals de 2015 va ser el número 5 de les llistes de Convergència i Unió, però la formació només n'obtingue dos. El 28 de març de 2017 va entrar com a regidor de l'Ajuntament com a representant del Partit Demòcrata en substitució de Ferran Falcó i Isern, i assumint també el paper de president del grup municipal de Convergència i Unió, format abans de la separació dels dos partits de la coalició nacionalista. Martínez va dir que volia assumir una posició de centralitat a la ciutat, i no d'extrems, com s'havia produït a Badalona entre el Partit Popular i Guanyem Badalona en Comú. El maig va demanar, juntament amb la diputada Lourdes Ciuró, una esmena als Pressupostos Generals de l'Estat per rehabilitar l'antiga fàbrica CACI, amb el projecte demòcrata de que la fàbrica esdevingui un centre de recerca universitari farmacèutic de la Universitat Autònoma Barcelona, moviment contrari a la instal·lació del Museu del Còmic i la Il·lustració, que va lamentar el govern municipal, ja que el projecte rep el suport tant del Departament de Cultura de la Generalitat i Ficomic.
Malgrat que el 2019 va ser triat per presentar-se com a cap de llista a les eleccions municipals, finalment es retirà i fou substituït per David Torrents. Des de 2020 milita al Partit Nacionalista de Catalunya, n'és vocal de la Junta.